# ملیله‌کاری

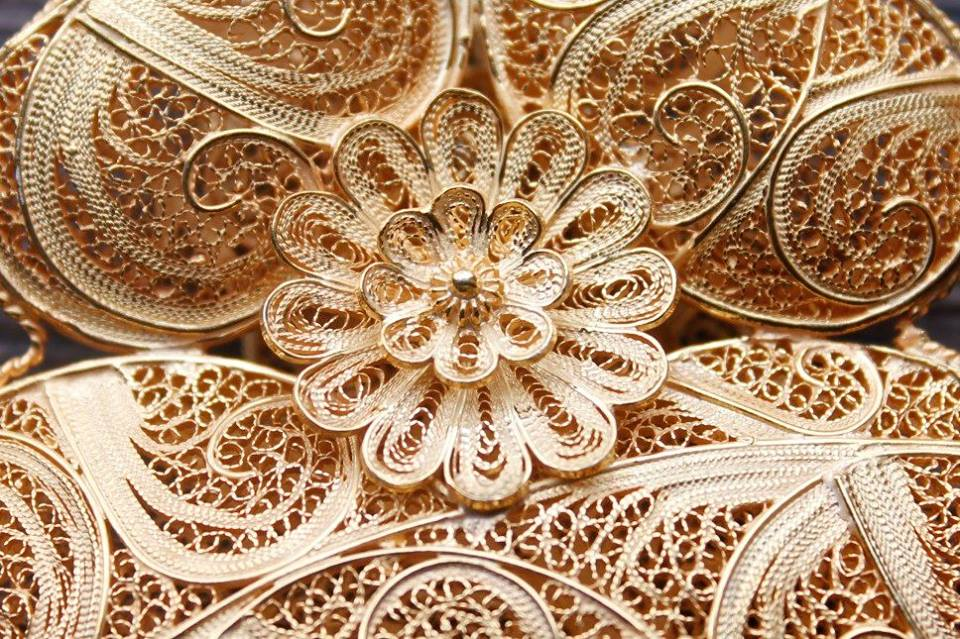
ملیله‌کاری طلا متعلق به کشور پرتقال

مَلیله‌کاری یا ملیله‌سازی شاخه‌ای از هنر فلزکاری است که در آن با مفتول‌های نازک نقره ظروفی تزیینی می‌سازند. نقره به کار رفته در این هنر عیار ۱۰۰ دارد. شمش‌های نقره را با چکش یا دستگاه نورد به شکل مفتول‌های چهار پهلو باریک می‌کنند و ابتدا نقش‌های کوچک را می‌سازند سپس آنها را در کنار هم در یک قالب قرار داده و با نقره‌ای با عیار پایین‌تر لحیم می‌کنند.
نقش‌های معمول ملیله‌کاری، بته جقه، ریزه جقه، برگ فرنگ، برگ، غنچه، پیچ، جفت پیچ، پیچک، سه چشمه و… نام دارند. قدیمی‌ترین اشیا آثار ملیله ایران به روایت اکثر محققان متعلق به سال‌های ۳۳۰ تا ۵۵۰ ق. م است.
ملیله‌کاری یکی از صنایع دستی اصلی زنجان، اردبیل و بروجرد و اصفهان است. در این شهرها کالاهای نقره مانند سینی، قندان، گیره استکان، گل‌سینه و… با روش ملیله‌کاری ساخته می‌شود و زنجان شهر جهانی ملیله است، از آنجایی که این هنر شاخه ای از فلز کاری محسوب می‌شود. مسیر حرکت آن را می‌توان در بطن فلز کاری هم دید که توسط هنرمندانی با مهارت‌های ظریف کاری خاص خلق شده‌است

## ابزارها
ابزار کار ملیله‌کاری شبیه به ابزار و آلات زرگری است. برای ساخت و تهیه آثار ملیله ابتدا باید نوار ملیله را از جنس طلا، مس یا نقره تهیه کرد و با عبور شمش یا مفتول نقره از دستگاه نورد حدیده، مفتول مورد نظر را به دست آورد. بعد از آن نوبت به ساخت ملیله می‌رسد.
در این مرحله ابتدا یک صفحهٔ مستطیلی با جنس و ابعاد متفاوت از صفحهٔ مفتولی تهیه شده از مرحله نخست تهیه کرده و یک سطح آن را آغشته به موم می‌کنند به نحوی که لایه ای به ضخامت ۳ تا ۴ میلی‌متر از موم روی صفحه را بپوشاند حال یک قالب متناسب با شکل محصول موردنظر بریده و روی صفحهٔ مسی قرار داده سپس نواری را که پهنایی بیش از نوار میله دارد در اطراف قالب گذاشته تا شکل قالب را به خود گرفته و درون موم قرار بگیرد.
سپس دیواره‌های بعدی کار را از جمله قسمت‌های میانه و سطوح را با نقوش ملیله که قبلاً توسط دست یا ابزاری ظریف با نوار ملیله ساخته شده‌است پر می‌کنند بعد با مفتول‌های فولادی بسیار ظریف این نقوش ملیله را می‌بندند تا به هم نخورند. حال نوبت به ذوب موم رسیده‌است برای اینکار اسکلت ملیله ساخته شده را از صفحهٔ زیرین خود جدا کرده و روی سطحی صاف و هموار قرار می‌دهند.
سپس مقداری از مخلوط براکس و برادهٔ نقره روی آن ریخته و شعله گاز را روی آن حرکت می‌دهند به این کار لحیم کاری گویند چون در اثر این کار گرده لحیم ذوب شده و سبب اتصال نقش‌های کوچک با یکدیگر و با دیواره نقش می‌شود. در مرحله آخر عمل آتش کاری را انجام می‌دهند تا کلیه قطعات توسط گردهٔ لحیم به یکدیگر وصل شوند.
سپس سیم‌های فولادی را از آن جدا کرده و آن را داخل محلول رقیق اسید سولفوریک یا محلول حاوی راغاب که ترکیبی از زاج سفید و آبی است می‌جوشانند تا لکه‌های اضافهٔ نقره از بین برود و در انتها با برس‌های سیمی ظریفی آن را پاک می‌کنند و برای از بین رفتن ناهمواری‌های ایجاد شده روی آن را سنباده می‌کشند.

## تاریخچه در ایران
بر اساس اسناد به دست آمده از کشفیات باستان شناسان قدیمی‌ترین اشیایی که ریشهٔ ملیله در ایران را نشان می‌دهد متعلق به دورهٔ هخامنشیان است. در دوران ساسانیان صنعتگران فلزکار و نقره کاران برای مصرف طبقات مرفه جامعهٔ خود ظروف‌های گران‌قیمت و شکیل می‌ساختند و در برخی از موارد هم با سنگ‌های قیمتی آن‌ها را تزیین می‌کردند که اینکار جلوه ای ویژه به اثر خلق شده می‌بخشید. متأسفانه در زمان حملهٔ اعراب بسیاری از آثار به دلیل گران‌قیمت و سبک بودن به غنیمت برده شد.
درحال حاضر شواهد زیادی از آن آثار دوران تاریخی مذکور در دست نداریم و آنچه که اکنون بر اثر تلاش‌های چند قرن اخیر باستان شناسان به‌طور تصادفی در مناطقی چون شوش، همدان، گنجینه جیحون به دست آمده‌است حاکی از آن است که هنر ملیله در ایران به دوران قبل از میلاد بازمی‌گردد چرا که پروفسور آرتور اپهام پوپ در کتاب شاهکارهای هنر ایران ضمن اشاره به زرگری و نقره کاری در سالهای بعد از ظهور اسلام به آثاری از ملیله متعلق به قرن ۱۲میلادی اشاره کرده‌است.
در دوران سلجوقی بسیاری از سازندگان آثار نفیس فلزی هنرمندان خراسانی ساکن در شرق و شمال شرقی ایران بودند که عده ای از آن‌ها به دلیل جنگ و خونریزی ترک وطن کرده و به شهرهایی چون زنجان، بروجرد، همدان، تبریز و به ویژه شهر موصل اقامت گزیدند. به نظر می‌رسد که هنرمندان خراسانی هنر فلز کاری از جمله ملیله کاری را در سال پنجم ه‍.ق در زنجان رواج دارند. از دوران قاجاریه تعدادی سرقلیان، گیره استکان، سینی در اندازه‌های مختلف، گوشواره، سینه ریز و…باقی مانده که بخشی از آنها در موزه‌های داخلی و خارجی به صورت مجموعه‌های خصوصی یا نزد خانواده‌ها نگهداری می‌شود.

### ملیله‌کاری در اردبیل
آثار کشف شده در اطراف بقعه شیخ صفی‌الدین اردبیلی بیان‌گر قدمت سه هزار ساله این هنر در اردبیل است.
ملیله نقره اردبیل با نشان جغرافیایی ثبت شده که این نشان یعنی نقش و نقوش خاص ملیله در یک شئ مخصوص ملیله‌کاران اهل اردبیل است برای نمونه نقش و نقوش و مراحل کار گوشواره «زرپیاله» منحصر به استان اردبیل بوده و با ملیله‌های زنجان، اصفهان و دیگر شهرها متفاوت است.

### ملیله‌کاری در زنجان
شهر زنجان بنابر تصویب یونسکو در سال ۱۳۹۸، شهر جهانی ملیله نام گرفت. در رابطه با تاریخچهٔ ملیله در زنجان اطلاعات جامعی در دست نیست اما می‌توان بر دو طریق به قدمت این هنر ارزشمند پی برد:
1. نوشته‌ها و سفرنامه‌های سیاحانی که به این منطقه سفرکرده و از زیبایی هنر ملیله یادکرده اند .
2. آثار باقی مانده بسیار اندک که اکثراً متعلق به دوسدهٔ اخیر می‌باشد .

در کتب تاریخی که به زنجان اشاره کرده‌اند بیش از هرچیزی از صنعت فلز کاری آن سخن گفته‌اند از آنجایی که هنر ملیله کاری شاخه‌ای از فلز کاری است می‌توان آن را در مسیر فلزکاری جستجو کرد. فلز کاری در شهر زنجان در دوره‌های هخامنشان، اشکانیان و ساسانیان از پیشرفت و رونق بسیاری برخوردار بوده‌است. سابقهٔ کار ملیله در زنجان از قرن دهم ه‍.ق به بعد روشن است. بطوریکه فردریک ریچارد، مستشرق اروپایی در سفرنامهٔ خود می‌نویسد:
(شهر زنجان که شهر کوچکی است نقره و ملیله‌سازی این شهر پر زرق و برق است).ملیله کاریتا قبل از دوره پهلوی به عنوان هنر دستی، تنها در این شهر معمول بوده ولی با حکومت رضاخان با مهاجرت تعدادی از این هنرمندان به شهرهای اصفهان، تهران و سایر نقاط کشور این هنر رواج یافت. سرویس‌های چای‌خوری و شراب‌خوری و جعبهٔ جواهرات و دسته‌های چاقو عمده‌ترین محصولات تولیدی تا این دوران بوده‌اند. شاید بتوان رونق این هنر را در زنجان، متعلق به دوران سلجوقی دانست و همچنین بر اساس آثار برجای مانده از دورهٔ صفوی، این دوره را اوج شکوفایی این هنر دانست.

## پیشینه در جهان
گرچه ملیله‌کاری در دوران امروزی به شاخه‌ای ویژه از جواهرسازی بدل شده، در گذشته بخشی از کار معمول زرگران به‌شمار می‌آمد. در حقیقت، تمام جواهرات اتروسکی‌ها و یونانی‌ها (جز آن‌هایی که برای دفن در نظر گرفته می‌شدند و از این‌رو ساختاری ناپایدار داشتند) با لحیم‌کاری و ساخت لایه‌لایهٔ طلا شکل می‌گرفت، نه با قلم‌زنی یا حکاکی روی مادهٔ خام.

### کارهای باستانی
یافته‌های باستان‌شناسی در میان‌رودان باستان نشان می‌دهد که ملیله‌کاری از حدود ۳۰۰۰ پیش از میلاد در جواهرسازی به‌کار می‌رفته است. در شهر مدیات در استان ماردین در شمال بین‌النهرین، گونه‌ای از ملیله‌کاری با استفاده از مفتول‌های نقره و طلا با نام «تلکاری» در سدهٔ پانزدهم میلادی پدید آمد. نمونه‌هایی از این آثار تاریخی در موزهٔ ملیله‌کاری مدیات به نمایش گذاشته شده‌اند. تا امروز نیز صنعتگران ماهر این منطقه، قطعات زیبایی از تلکاری می‌سازند.
زرگران مصر باستان از مفتول‌ها برای قرار دادن روی زمینه یا برای بافت و آرایش به‌صورت مشبک استفاده می‌کردند. با این‌حال، جز در زمینهٔ زنجیرسازی، نمی‌توان گفت که ملیله‌کاری نزد آن‌ها رواج زیادی داشته است. تخصص آن‌ها بیشتر در کارهای کلوآزونه و تزئینات قالب‌گیری‌شده بود. بااین‌حال، نمونه‌های فراوانی از زنجیرهای بافت‌دار طلای نازک باقی مانده است، همانند زنجیرهایی که هنوز هم در میان ملیله‌کاران هند ساخته می‌شود و به نام زنجیر تریچینوپولی شناخته می‌شوند. از برخی از این زنجیرها، زنجیرهای نازک‌تری با ماهی‌های کوچک و آویزهای دیگر آویخته شده‌اند.
در زیورآلات به‌دست‌آمده از محوطه‌های فینیقی، مانند قبرس و ساردینیا، نقش‌مایه‌هایی از مفتول‌های طلا با ظرافت بالا روی زمینهٔ طلایی قرار داده شده‌اند، اما این هنر در ملیله‌کاری یونانی و اتروسکی از سدهٔ ششم تا سوم پیش از میلاد به اوج شکوفایی رسید. شماری گوشواره و زیورآلات شخصی دیگر که در ایتالیای مرکزی یافت شده‌اند، امروزه در لوور و موزه بریتانیا نگهداری می‌شوند. تقریباً همهٔ آن‌ها از ملیله‌کاری ساخته شده‌اند. برخی گوشواره‌ها به‌شکل گل‌هایی با طرح‌های هندسی هستند که با یک یا چند حاشیه احاطه شده‌اند، حاشیه‌هایی که هرکدام از پیچک‌های بسیار ریز طلایی ساخته شده‌اند. این نوع تزئینات با اندک تفاوت‌هایی در تعداد یا آرایش پیچک‌ها گوناگون شده‌اند. اما پرها و گلبرگ‌هایی که در ملیله‌کاری ایتالیایی امروزی دیده می‌شوند، در این طرح‌های باستانی به چشم نمی‌خورند. در مواردی، هرچند به‌ندرت، نقش‌مایه‌های ملیله‌کاری به‌گونه‌ای ساخته شده‌اند که بدون نیاز به صفحهٔ زمینه، خودایستا باشند.
موزهٔ آرمیتاژ در سن پترزبورگ مجموعهٔ بزرگی از جواهرات سکاها را از گورهای کریمه در اختیار دارد. بسیاری از دستبندها و گردنبندهای این مجموعه از مفتول‌های تابیده ساخته شده‌اند، برخی از آن‌ها با تا هفت ردیف بافت، و قفل‌هایی به‌شکل سر جانوران ساخته‌شده با روش چکش‌کاری دارند. نمونه‌های دیگر رشته‌هایی از مهره‌های بزرگ طلایی هستند که با نقش‌هایی از پیچک، گره و دیگر طرح‌های مفتولی که روی سطح لحیم شده‌اند، تزئین شده‌اند. در موزه بریتانیا، گرزی وجود دارد که احتمالاً متعلق به یک کاهنهٔ یونانی بوده و با مفتول‌های طلای بافته و مشبک پوشیده شده، و به‌صورت سرستونی کورینتی و برجسته‌ای از شیشه سبز پایان یافته است.

### آسیا

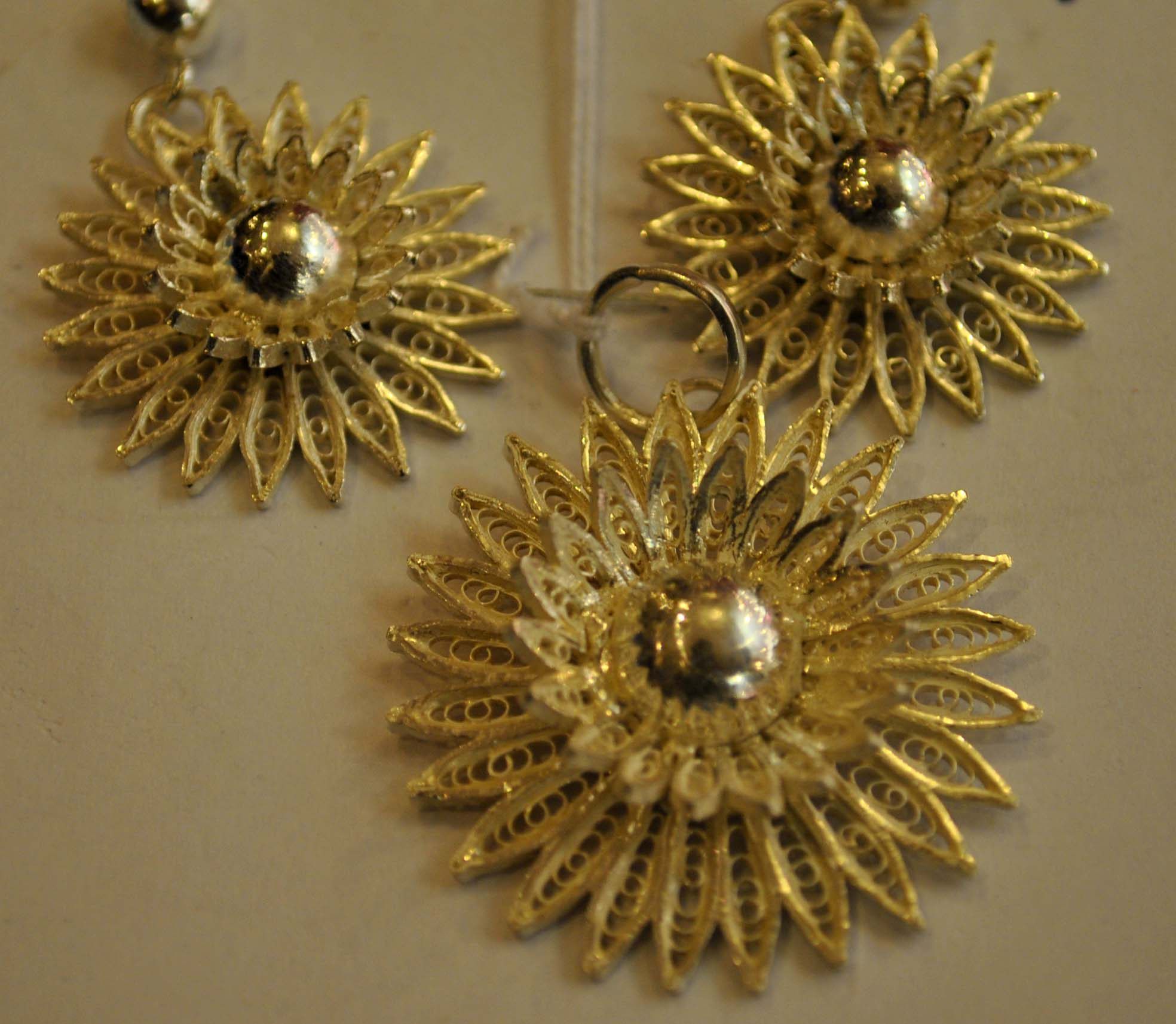
آویز و گوشوارهٔ تارکاسی (ملیله‌کاری نقره)، از کاتک

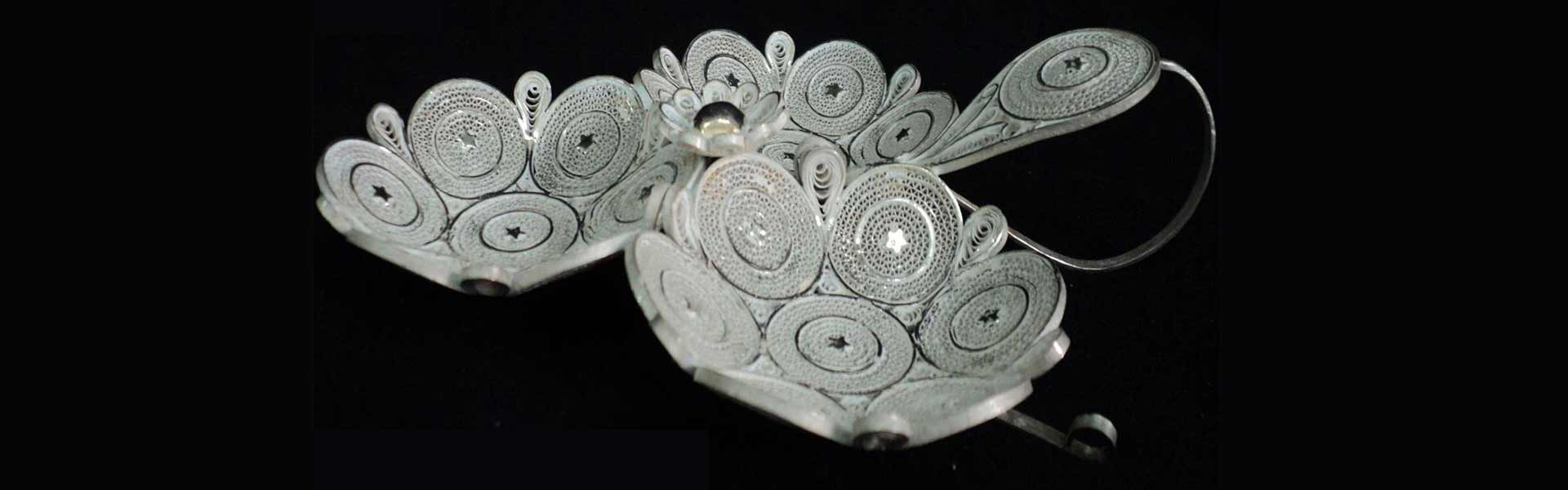
ملیله‌کاری نقرهٔ کاتک

احتمال می‌رود که در هند، ایران و نواحی مختلف آسیای میانه، ملیله‌کاری از دوران بسیار کهن بدون تغییر در نقش‌مایه‌ها انجام می‌شده است. این‌که آیا زرگران آسیایی تحت تأثیر یونانیان ساکن این قاره بوده‌اند یا تنها در چارچوب سنت‌هایی مشترک با آنان آموزش دیده‌اند، روشن نیست؛ اما مسلم است که ملیله‌کاران هندی تا به امروز همان نقش‌مایه‌های زرگران یونانی باستان را به همان شیوه اجرا می‌کنند. کارگران دوره‌گرد، مقدار معینی طلا (سکه‌ای یا خام) دریافت می‌کنند که ابتدا وزن شده و در ظرفی از زغال‌چوب گداخته می‌شود، سپس کوبیده و به مفتول تبدیل می‌گردد و در حیاط یا ایوان خانهٔ کارفرما طبق طرح هنرمند پردازش می‌شود. پس از اتمام کار، اثر نهایی وزن شده و مزدکارگر بر اساس نرخی مشخص پرداخت می‌شود. کاربرد دانه‌ها یا مهره‌های بسیار ریز و خارهایی از طلا که از صفحه‌های طلا بیرون زده‌اند، هنوز هم در تزئینات به‌کار می‌رود.
شهر کاتک در ایالت شرقی اودیسا در هند، دارای ملیله‌کاری سنتی است که به زبان اودیا «تارکاسی» نامیده می‌شود. بیشتر آثار ملیله‌کاری این منطقه پیرامون تصویر ایزدان می‌گردد، اما به‌سبب نبود حمایت مالی و کمبود ایده‌های نو، این هنر در حال افول است. همچنین ملیله‌کاری نقرهٔ کریمنگر در ایالت تلنگانا نیز مشهور است.

### اروپای سده‌های میانه

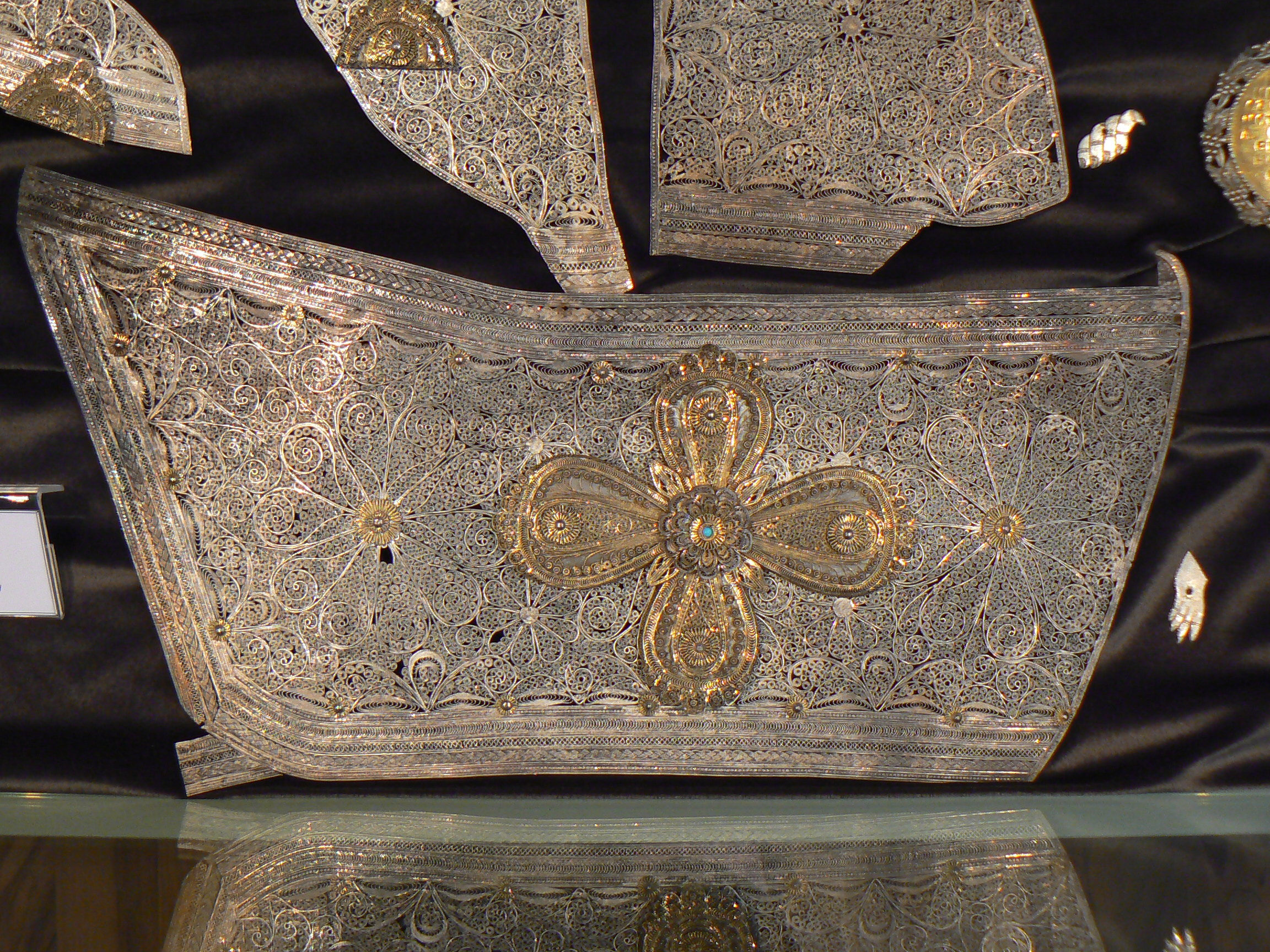
جلد نقش‌برجستهٔ شمایل نقره‌ای ملیله‌کاری؛ موزهٔ تاریخ ساموکو، بلغارستان

در دوره‌های بعدی، در مجموعه‌های متعدد آثار زرگری سده‌های میانه، جعبه تبرکات، جلدهای کتاب مقدس و... دیده می‌شود که یا در قسطنطنیه بین سده‌های ششم تا دوازدهم ساخته شده‌اند یا در صومعه‌های اروپایی که به تقلید از زرگران بیزانسی آثار خود را پدید آورده‌اند. این اشیا علاوه بر تزئین با سنگ‌های قیمتی صیقل‌خورده (نه تراش‌خورده) و مینای شیشه‌ای، اغلب با ملیله‌کاری آراسته شده‌اند. صفحات بزرگ طلا گاه با پیچک‌های لحیم‌شدهٔ ملیله‌کاری پوشیده می‌شوند و گوشه‌های جلد کتاب‌ها یا صفحات جعبه‌های تبرکات از قطعات پیچیدهٔ بافت‌دار ساخته شده‌اند که با بخش‌هایی از میناکاری در میان آن‌ها همراه‌اند. در ملیله‌کاری بیزانسی گاه سنگ‌های کوچکی نیز در میان پیچ‌وخم‌ها یا گره‌ها جای‌گذاری شده‌اند. نمونه‌هایی از این تزئینات را می‌توان در موزه ویکتوریا و آلبرت و موزه بریتانیا مشاهده کرد. از جمله نمونه‌ها صلیب لوتار در آخن است.
در شمال اروپا، ساکسون‌ها، بریتونی‌ها و سلت‌ها از دوره‌های کهن در هنرهای زرگری بسیار ماهر بودند. نمونه‌های درخور توجهی از نقش‌مایه‌های ملیله‌کاری با مفتول طلا در گورها‌ی انگلوساکسون‌ها یافت شده است؛ از جمله یک سنجاق‌سینه از دوور و قبضهٔ شمشیری از کامبریا که در موزه بریتانیا نگهداری می‌شوند. گنجینهٔ استافوردشایر که مجموعه‌ای از زر و سیم انگلوساکسون‌ها (حدود ۷۰۰ میلادی) است، در ۵ ژوئیهٔ ۲۰۰۹ در دشتی در استافوردشایر انگلیس کشف شد و شامل نمونه‌های متعددی از ملیله‌کاری بسیار ظریف است که باستان‌شناس کوین لیهی آن‌ها را «باورنکردنی» توصیف کرده است.
ملیله‌کاری ایرلندی در دورهٔ هنر جزیره‌ای از طراحی اندیشیده‌تری برخوردار است و الگوهای بسیار متنوع‌تری دارد. آکادمی سلطنتی ایرلند در دوبلین شماری جعبه تبرکات و زیورآلات شخصی را در اختیار دارد که ملیله‌کاری عنصر غالب و برجستهٔ آن‌هاست. سنجاق تارا در موزه ملی ایرلند بارها از اواسط سدهٔ نوزدهم نسخه‌برداری و تقلید شده است؛ ملکه ویکتوریا نیز نسخه‌ای از آن را در اواخر دههٔ ۱۸۴۰ سفارش داد. در این سبک، به‌جای پیچک‌های ظریف یا مارپیچ‌های طلایی، طراحی‌ها به‌گونه‌ای هستند که یک رشتهٔ مفتول را می‌توان در میان گره‌های پیچیده و خاصی دنبال کرد که بدون قطع پیوستگی، روی سطوح بزرگ قرار گرفته‌اند و با تنوع‌ها و آرایش‌هایی خاص، تعادلی زیبا پدید می‌آورند. معمولاً دو سر رشته به شکل سر و دم مار یا هیولایی ترسیم می‌شوند.
جعبهٔ تبرکات حاوی «ناقوس سنت پاتریک» با انواع مختلفی از بافت‌های گره‌دار پوشیده شده است. جامی دو دسته، موسوم به جام آردا که در سال ۱۸۶۸ نزدیک لیمرک یافت شد، با ملیله‌کاری بسیار ظریفی تزئین شده است. دوازده صفحهٔ تزئینی روی نواری در بدنهٔ ظرف، همراه با صفحه‌هایی بر هر دسته و در پیرامون پایهٔ جام، مجموعه‌ای از طرح‌های گوناگون ملیله‌کاری دارند که بر سطح نقش‌برجسته قرار گرفته‌اند.
بخش بزرگی از زرگری سده‌های میانه در سراسر اروپا تا سدهٔ پانزدهم، از جمله در جعبه‌های تبرکات، صلیب‌ها، عصاهای روحانی و دیگر آثار زرگری مذهبی، با گویچه‌ها و حاشیه‌های ملیله‌کاری تزئین شده‌اند. در اسپانیا، مورها در سده‌های میانه با مهارتی بسیار ملیله‌کاری نقره انجام می‌دادند و این فن را در سراسر شبه‌جزیره ایبری گسترش دادند، و از آن‌جا نیز به مستعمرات اسپانیا در قارهٔ آمریکا انتقال یافت.
این صنعت در جزایر بالئاری و در میان اقوام پیرامون مدیترانه نیز گسترش یافت. امروزه هنوز هم در سراسر ایتالیا، پرتغال، مالت، مقدونیه شمالی، آلبانی، جزایر ایونی و بسیاری دیگر از مناطق یونان ملیله‌کاری رواج دارد. در برخی مناطق یونان، ملیله‌کاری در مقیاس بزرگ انجام می‌شود، با لایه‌هایی از مفتول‌هایی با ضخامت‌های گوناگون، در ترکیب با گویچه‌ها و مهره‌های درشت و ریز، که گاه با فیروزه تزئین شده و بر صفحه‌های محدب قرار می‌گیرند تا پیشانی‌بند، کمربند و زیورهای سینه‌ای باشکوهی بسازند. دکمه‌های نقره‌ای ملیله‌کاری‌شده با گویچه‌های کوچک نیز میان روستاییان بسیاری از کشورهای تولیدکنندهٔ این نوع زیور رایج است.
سنجاق‌سینه‌ها و دکمه‌های نقره‌ای ملیله‌کاری در دانمارک، نروژ و سوئد نیز ساخته می‌شوند. زنجیرها و آویزهای کوچک نیز در بسیاری از آثار شمالی به آن‌ها افزوده می‌شود.

#### شبه‌جزیره ایبری
کهن‌ترین قطعات ملیله‌کاری‌یافته در شبه‌جزیره ایبری به حدود سال‌های ۲۵۰۰–۲۰۰۰ پیش از میلاد بازمی‌گردد، اما منشأ آن‌ها مشخص نیست. گمان می‌رود این قطعات به بازرگانان و دریانوردانی از خاورمیانه تعلق داشته‌اند و در همان زمان در این منطقه ساخته نشده‌اند. تولید ملیله‌کاری در پرتغال از سدهٔ هشتم میلادی و با ورود مهاجران عرب آغاز شد که نقش‌مایه‌های تازه‌ای با خود آوردند. با گذر زمان، این شبه‌جزیره سبک‌های متفاوتی از ملیله‌کاری را پدید آورد، اما در حالی که در اسپانیا ساخت زیورآلات ملیله‌کاری اهمیت کمتری یافت، در پرتغال این هنر به کمال رسید. پس از سدهٔ هجدهم، ملیله‌کاری پرتغالی دارای تصویرسازی، نقش‌مایه‌ها و اشکال خاص خود شد. آثار ملیله‌کاری از سده‌های هفدهم و هجدهم به‌خاطر پیچیدگی شگفت‌انگیز خود شهرت یافتند. امروزه نیز زیورآلات ملیله‌کاری از طلا و نقره با طراحی‌های هنرمندانه و ظریف در سراسر پرتغال به‌ویژه در قالب «قلب‌های ملیله‌ای»، که به‌عنوان نماد برجستهٔ زرگری پرتغال شناخته می‌شوند، به‌طور گسترده تولید می‌گردد.

### آفریقا
پس از نبرد مَگدالا، نمونه‌هایی از ملیله‌کاری از اتیوپی به بریتانیا آورده شد؛ از جمله بازوبند، کفش و جام، که برخی از آن‌ها اکنون در موزهٔ ویکتوریا و آلبرت نگهداری می‌شوند. این آثار از صفحه‌های نازک نقره ساخته شده‌اند که نقش‌مایه‌های مفتولی روی آن‌ها لحیم شده‌اند. ملیله‌کاری در این قطعات با نوارهایی باریک از الگوهای ساده تقسیم‌بندی شده و فضاهای میان آن‌ها با نقش‌های متعددی پر شده است؛ برخی نیز دارای دانه‌هایی‌اند که در فواصل منظم کار گذاشته شده‌اند.

## روش‌های ساخت و کاربردها

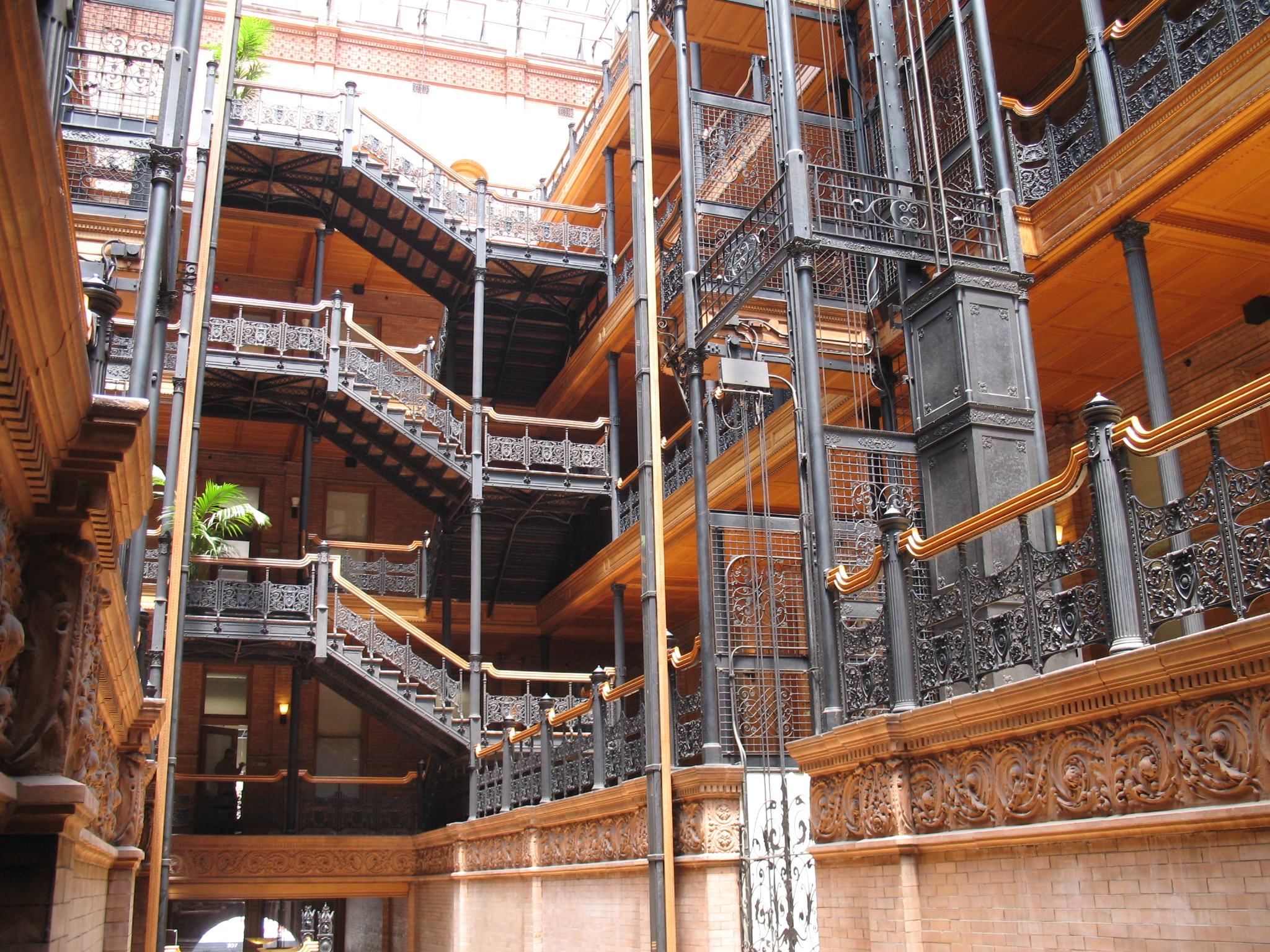
نردهٔ چدنی در ساختمان بردبری لس‌آنجلس که گاهی از آن با عنوان «ملیله‌کاری» یاد می‌شود

می‌توان گفت هنر ملیله‌کاری در پیچاندن، تابیدن و بافتن رشته‌های نازک و انعطاف‌پذیر فلز، و جوش دادن آن‌ها در نقاط تماس با یکدیگر و با سطح زیرین، به‌وسیلهٔ روان‌سازهایی مانند بوره و با کمک دَم‌افزار (blowpipe) خلاصه می‌شود. در صورت نیاز به نقش‌مایه‌های دانه‌ای، مهره‌های ریزی معمولاً از مفتول یا ورق نازک فلزات گران‌بها ساخته می‌شود؛ به این صورت که ابتدا مفتول به قطعات ریز بریده، با روان‌ساز مخلوط و در سوراخ‌های یک قطعهٔ زغال‌چوب سوراخ‌دار یا ماده‌ای نسوز قرار می‌گیرد. سپس با دم‌افزار (امروزه مشعل دستی) گداخته می‌شود. این قطعات هنگام ذوب جمع شده و شکلی تقریباً کروی می‌یابند و به دانه‌هایی بسیار ریز و اندکی نامنظم تبدیل می‌شوند. این دانه‌ها معمولاً در گره‌ها، محل تقاطع‌ها یا فواصل مشخصی از کار قرار می‌گیرند تا جلوهٔ ملیله‌کاری را افزایش دهند. آثار ظریف‌تر معمولاً با قاب‌هایی از مفتول ضخیم‌تر محافظت می‌شوند.
سنجاق‌سینه‌ها، صلیب‌ها، گوشواره‌ها، دکمه‌ها و دیگر زیورآلات شخصی در ملیله‌کاری امروزی معمولاً با نوارهایی از فلز مسطح یا مربعی احاطه یا بخش‌بندی می‌شوند تا پایداری ساختاری پیدا کنند؛ چرا که بدون آن، فرم خود را از دست می‌دهند.

## ملیله‌کاری امروزی

### نوآوری‌های فناورانه
فناوری‌هایی مانند نرم‌افزارهای طراحی رایانه‌ای (CAD) و چاپ سه‌بعدی این امکان را به زرگران داده‌اند تا طرح‌های ملیله‌کاری را به‌صورت تصویری ترسیم کرده و الگوهای پیچیده‌تری را تولید کنند. با استفاده از CAD، می‌توان مدل‌های سه‌بعدی بسیار دقیقی از قطعهٔ نهایی، ابعاد و ظاهر آن ساخت. پس از تکمیل طراحی در CAD، مدل برای چاپ سه‌بعدی فرستاده می‌شود تا نمونه‌ای فیزیکی از آن با موم یا رزین ساخته شود.
برش لیزری و حکاکی لیزری نیز از دیگر نوآوری‌ها هستند که دقت بالا و کمترین هدررفت ماده را به همراه دارند. برش لیزری با استفاده از پرتو نور، ورقه‌های فلزی را با دقت بسیار بالا برش می‌دهد، که برای ساخت قطعات یکسان یا طراحی‌های متقارن بسیار مناسب است. از سوی دیگر، حکاکی لیزری با بخار کردن سطح فلز، خطوط و بافت‌هایی کم‌عمق اما دقیق ایجاد می‌کند. این شیوه معمولاً برای افزودن جزئیات تزئینی، نام‌ها یا نقش‌مایه‌ها به‌کار می‌رود.

## کاربردهای استعاری
واژهٔ «ملیله‌کاری» به‌صورت استعاری نیز برای توصیف طرح‌های تزئینی بسیار پیچیده در زمینه‌های دیگر به‌کار رفته است، از جمله در آثار فلزی در مقیاس بزرگ مانند آهن‌کوبی یا قطعات چدن ریخته‌گری‌شده همچون نرده‌ها و جان‌پناه‌ها. در زبان لهستانی، واژهٔ «filigranowy» یا «filigranowa» (به‌معنای تحت‌اللفظی: «ملیله‌مانند») برای توصیف افراد ریزاندام و ظریف‌اندام به‌کار می‌رود.